# Cegador
Cegador (Orbitor en el idioma rumano original) supuso la consagración literaria de Mircea Cărtărescu y le ha procurado premios como el Von Rezzori y el Thomas Mann. Se trata de una novela compuesta por tres volúmenes en la que el autor desarrolla su estilo característico, un realismo mágico posmoderno en el que la ficción, lo onírico y lo real se fusionan.
La trilogía consta de tres volúmenes Aripa stângă ("El ala izquierda") de 1996, Corpul ("El cuerpo") de 2002, y Aripa dreaptă ("El ala derecha") de 2007.
Los tres volúmenes han sido publicados en España e Hispanoamérica por la Editorial Impedimenta, con la traducción al español de Marian Ochoa de Eribe.

## Volúmenes
- El ala izquierda (1996), publicado en España por la Editorial Impedimenta, 2018. Traducción del rumano por Marian Ochoa de Eribe. ISBN 978-84-17115-86-9
- El cuerpo (2002), publicado en España por la Editorial Impedimenta, 2020. Traducción del rumano por Marian Ochoa de Eribe. ISBN 978-84-17553-55-5
- El ala Derecha (2007), publicado en España por la Editorial Impedimenta, 2022. Traducción del rumano por Marian Ochoa de Eribe. ISBN 978-84-18668-69-2